# گل‌آذین شاتون
گل‌آذین شاتون یا گل‌آذین دُم‌گربه‌ای در درختان چوبی دیده می‌شود و در آن گل‌های نر یا ماده  به صورت فشرده به هم در روی محور گل قرار می‌گیرند و در کنار برگک‌ها و برگک‌های فرعی در حول محور گل‌آذین جای دارند. 
خوشه گل باریک و استوانه‌ای شکل (یک گل‌آذین خوشه‌ای) با گل‌برگ‌های نامشخص یا بدون گلبرگ است، که توسط باد (آنموفیلی) یا گاهی‌اوقات توسط حشرات گرده‌افشانی می‌شود. (مانند  بید).این گل‌آذین سنبله‌ای و زود‌افت است .
در بسیاری از این گیاهان تنها گل‌های نر گل‌آذین دُم‌گربه‌ای را تشکیل می دهند و گل‌های ماده منفرد(فندق، بلوط)، مخروطی (توسکا) یا نوع دیگری (توت) هستند. در گیاهان دیگر (مانند صنوبر) هر دو گل نر و ماده در گل‌آذین قرار می گیرند.
گیاهانی که گل‌آذین دُم‌گربه‌ای دارند شامل درختان و درختچه‌های بسیار دیگری مثل توس، سردۀ بید،گردوی گرمسیری و شاه‌بلوط می‌شوند.

گل‌آذین شاتون در راش‌سانان
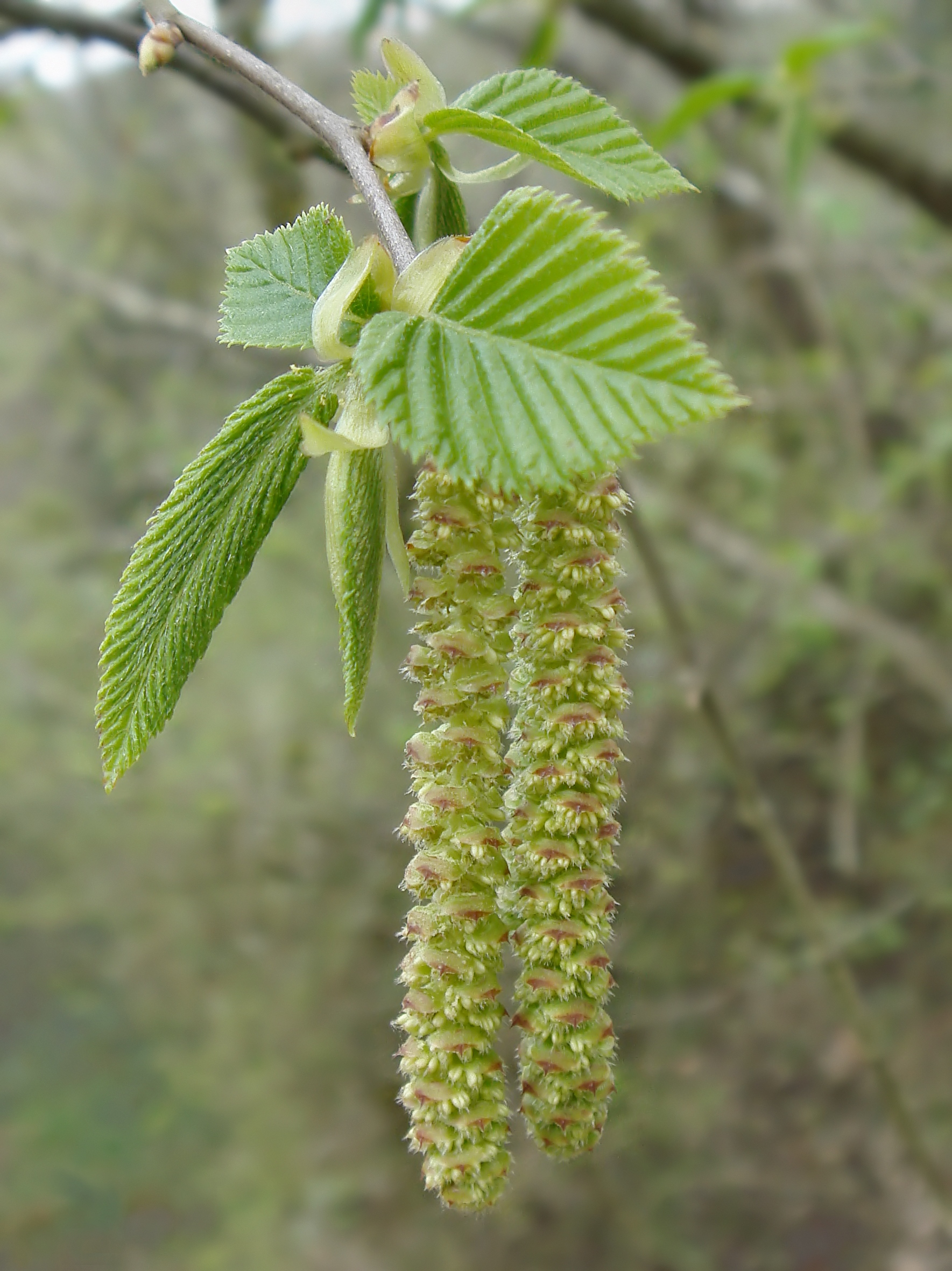
گل نر گل‌آذین شاتون چوب‌استخوانی (چوب‌استخوانی اروپایی)
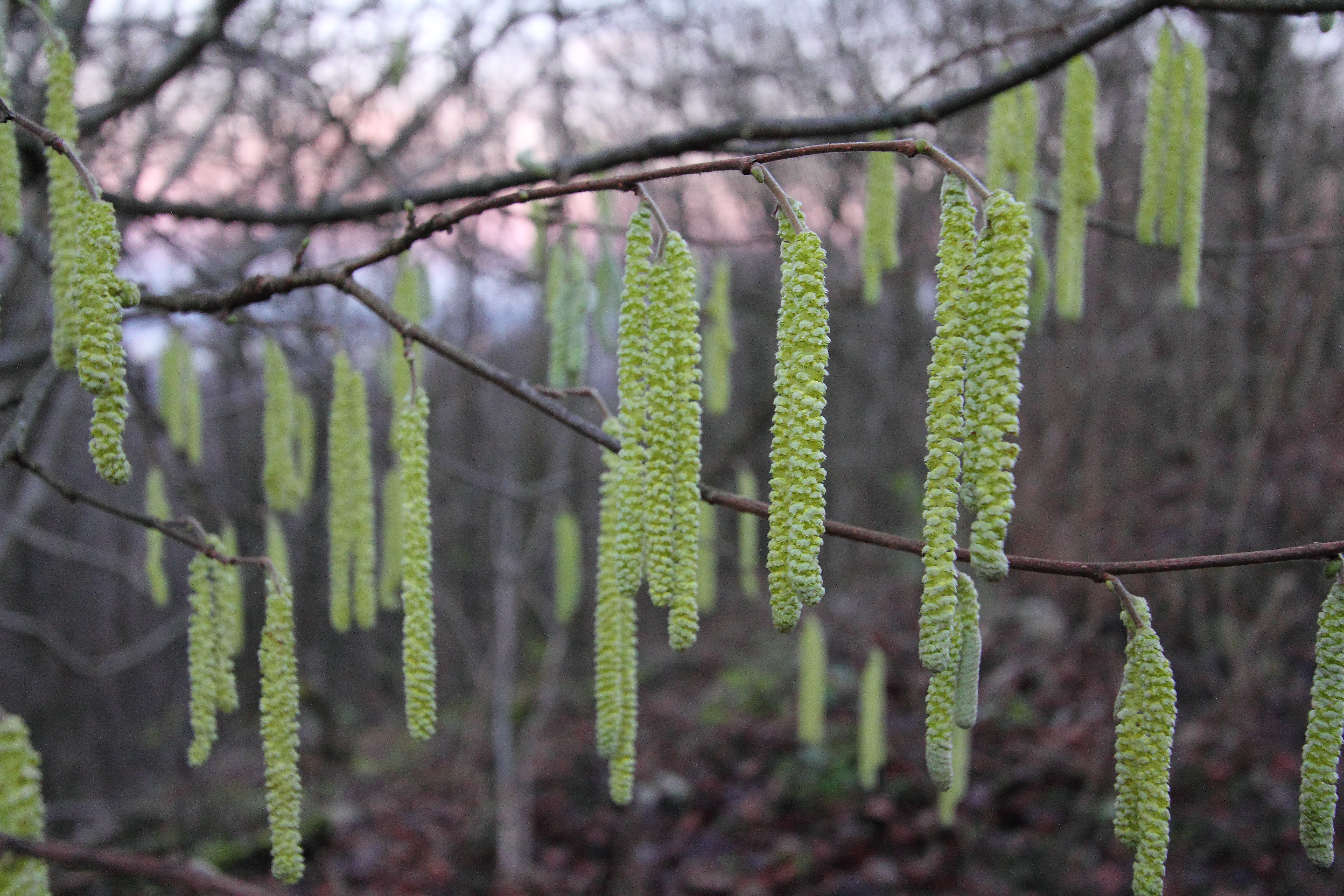
گل‌آذین‌های نر جوان شاتون فندق (سرده) (فندق (گیاه))
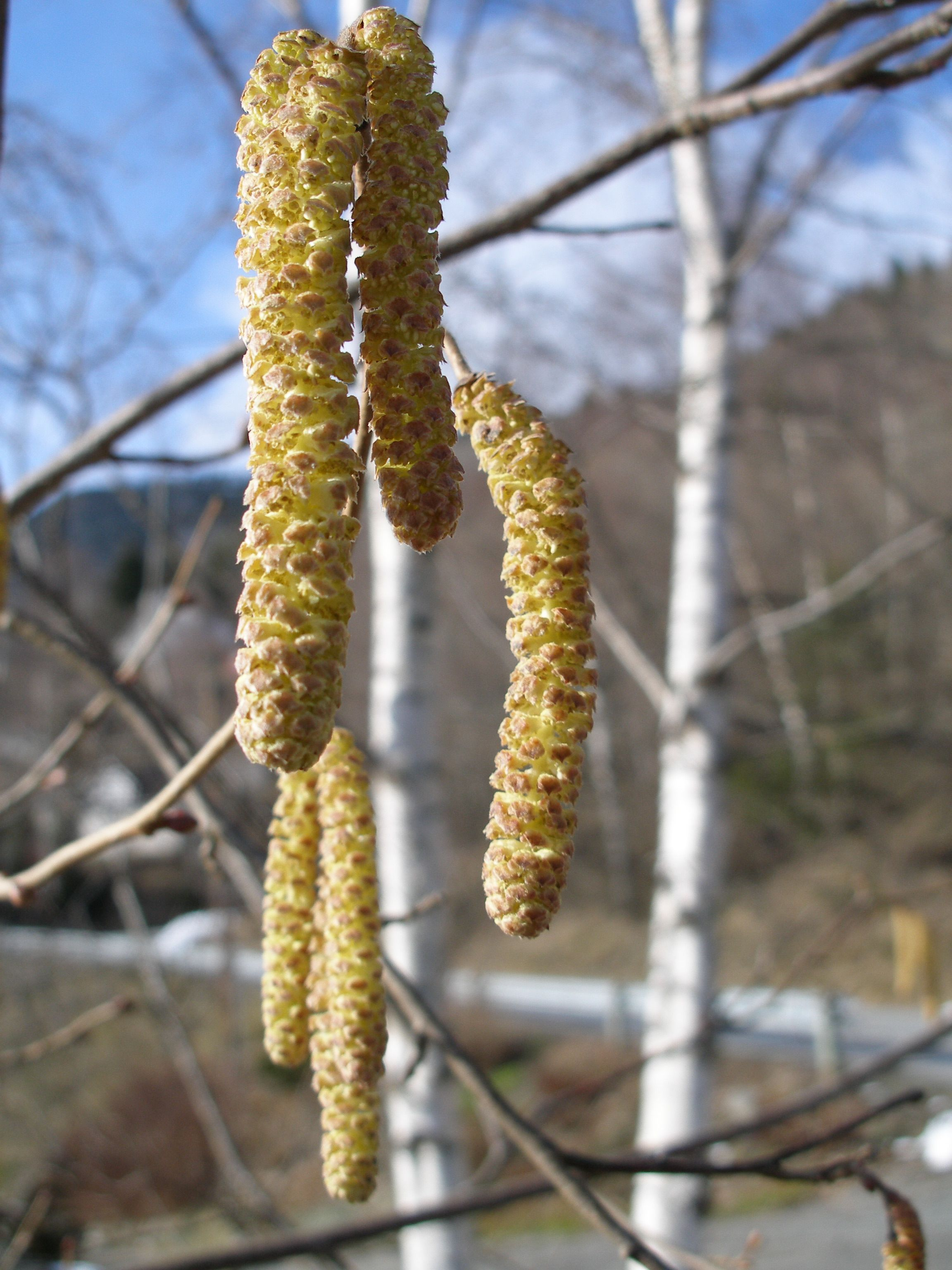
گل نر بالغ گل‌آذین شاتون فندق (سرده) (فندق (گیاه))
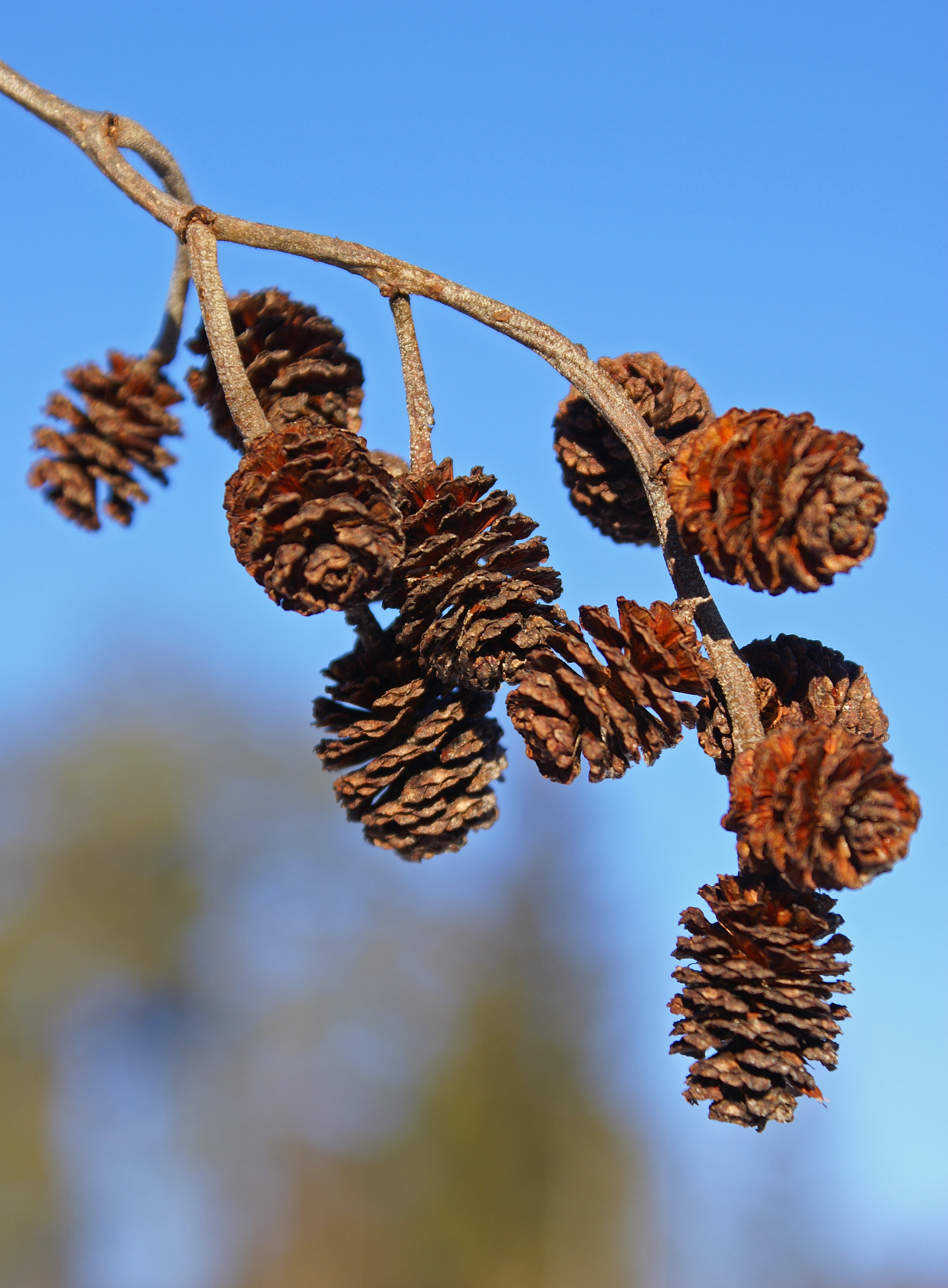
گل ماده گل‌آذین شاتون توسکا  (توسکا sp

گل‌آذین شاتون  در بیدیان
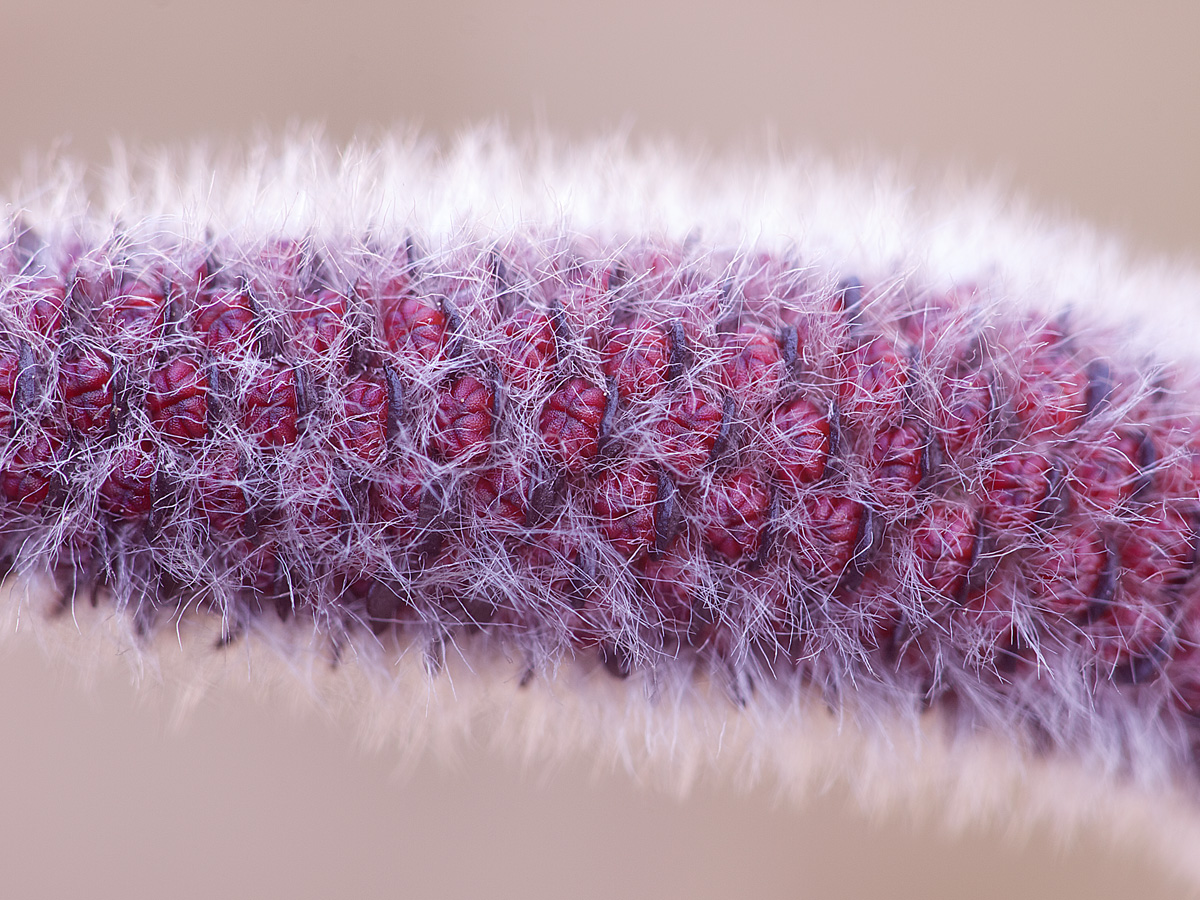
گل نر جوان گل‌آذین شاتون در بید
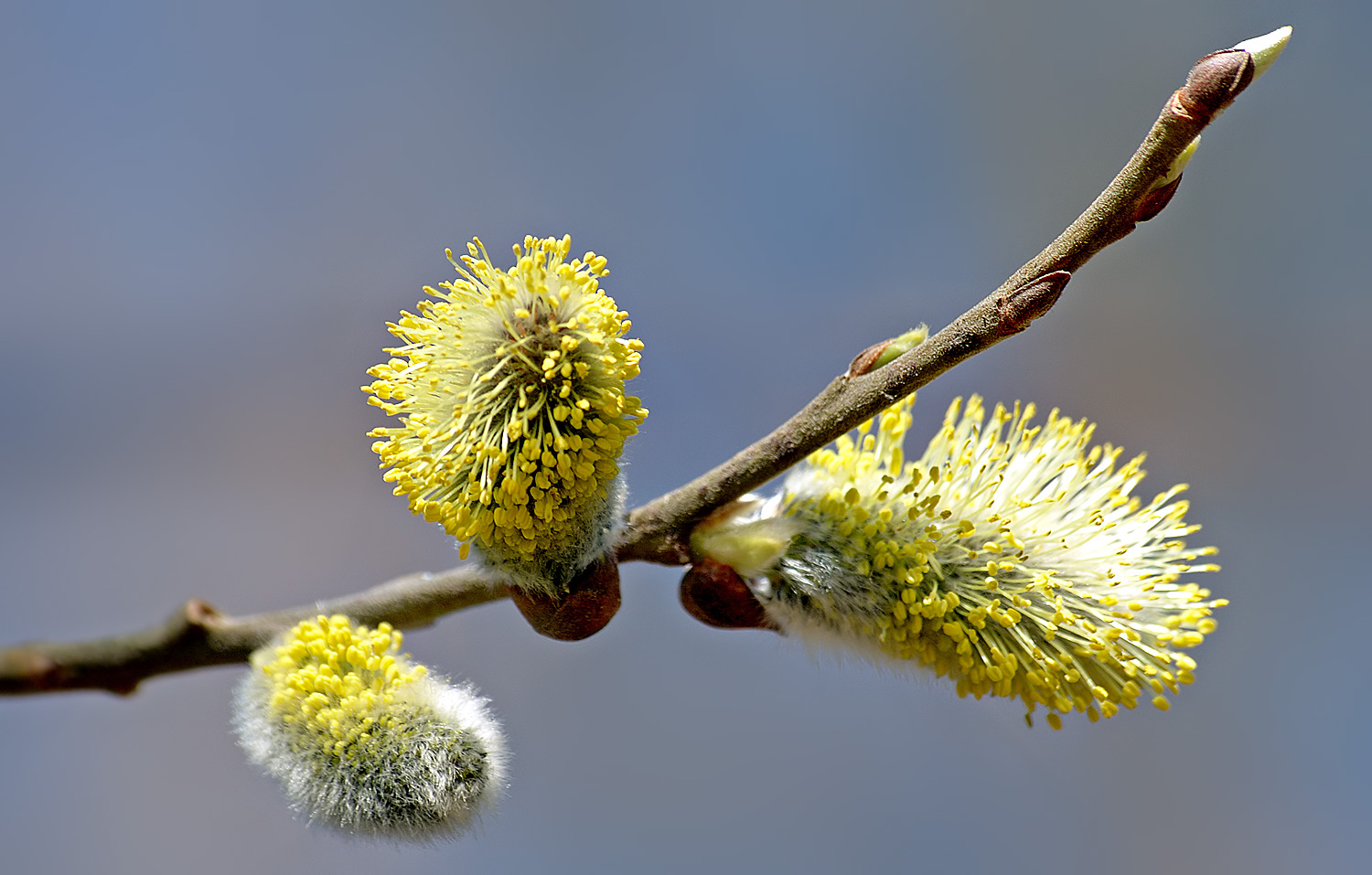
سه گل‌آذین شاتون روی درخت بید
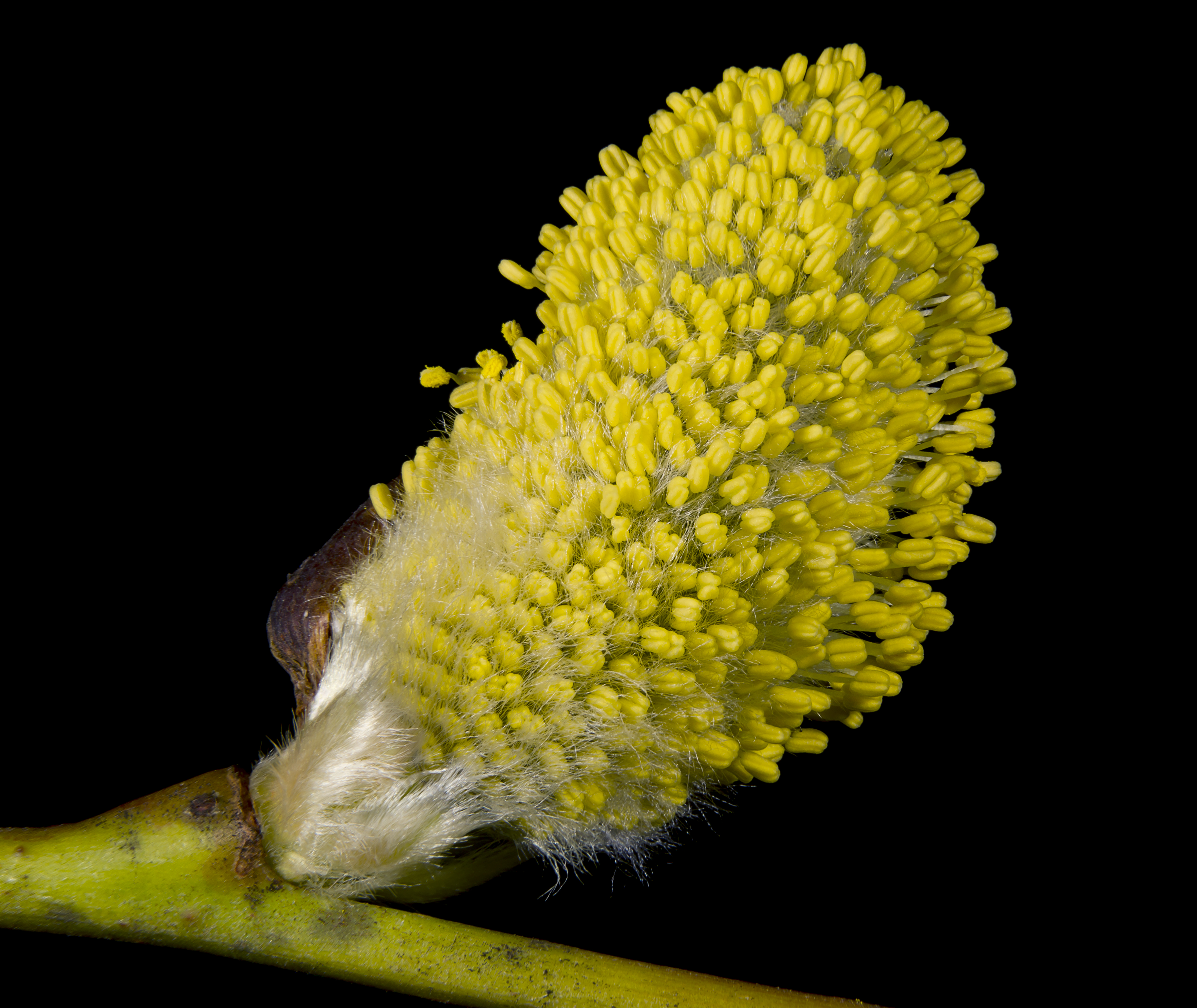
جزئیات یک گل نر گل‌آذین شاتون در  بید
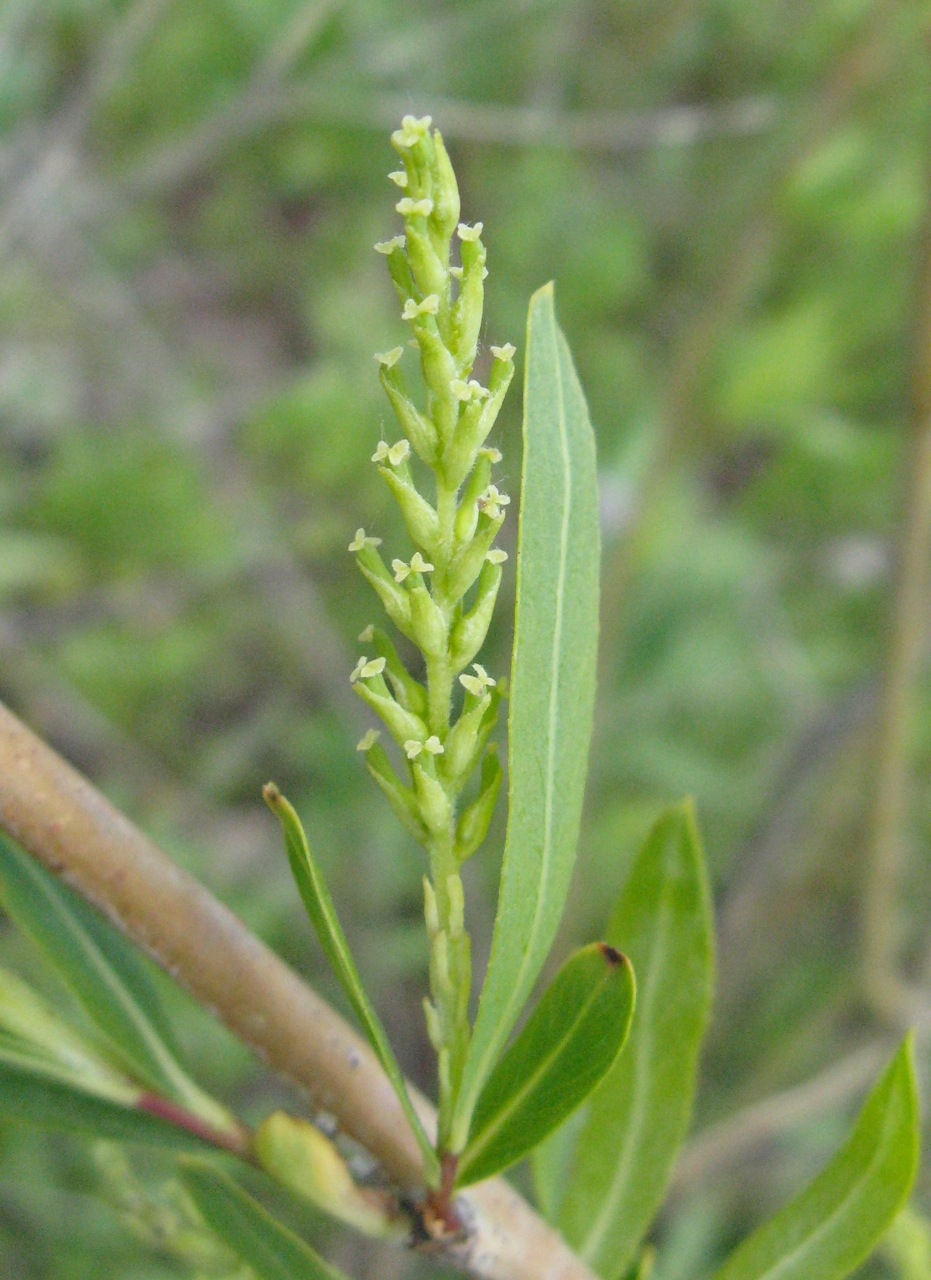
گل ماده گل‌آذین شاتون در  بید